# Blocco Nazionale (Siria)
Il Blocco Nazionale è stato un partito politico siriano che nacque con l'obiettivo di realizzare la piena indipendenza della Siria con la fine del Mandato francese in Siria e Libano.

## Storia
Il partito fu fondato nel 1928 da Ibrahim Hananu dopo una Conferenza Nazionale svolta in quell'anno.
Non fu un partito strutturato come tale ma una coalizione di partiti ostili alla presenza della Francia in Siria. Il Blocco fu guidato da siriani di orientamento politico conservatore, da proprietari terrieri, da commercianti, da avvocati e da politici di sentimenti nazionalisti. La coalizione raccolse insieme le cinquanta famiglie siriane più ricche e potenti.
Il Blocco Nazionale non aveva un'ideologia o un programma d'azione ben precisato in campo economico e sociale. Il principale obiettivo era quello di condurre il movimento al conseguimento dell'indipendenza siriana attraverso una via diplomatica e non-violenta.

## Retaggio
La piena indipendenza della Siria fu conseguita nel 1946 e il movimento non poté più a quel punto nascondere i contrasti interni, politici e personali.
Il partito fu sciolto nel 1947, dando vita a due realtà: quella del Partito Nazionale, di base a Damasco, e il Partito del Popolo, basato ad Aleppo. Mentre il Partito del Popolo era in linea con gli interessi della famiglia regnante hascemita di Giordania e Iraq, il Partito Nazionale si opponeva agli Hascemiti. Entrambi i partiti svolsero un ruolo importante nella politica siriana fino al colpo di Stato del 1963, che condusse al potere il partito Ba'th e all'eliminazione virtuale dei vecchi politici.
In seguito alla cosiddetta Primavera di Damasco, girarono ipotesi di una rinascita degli antichi partiti politici ante- Ba'th. Con l'avvio della guerra civile siriana è apparso sulla scena mediatica un nuovo Blocco Nazionale, che rivendicava l'eredità politica dell'antico partito.